# 1789
| 1789                   |
| ---------------------- |
| Dødsfald - Fødsler     |
| • Begivenheder • Musik |

| Gregoriansk kalender | 1789 MDCCLXXXIX         |
| Ab urbe condita      | 2542                    |
| Armensk kalender     | 1238 ԹՎ ՌՄԼԸ            |
| Kinesiske kalender   | 4485 – 4486 戊申 – 己酉 |
| Etiopisk kalender    | 1781 – 1782             |
| Jødisk kalender      | 5549 – 5550             |
| Hindukalendere       |                         |
| - Vikram Samvat      | 1844 – 1845             |
| - Shaka Samvat       | 1711 – 1712             |
| - Kali Yuga          | 4890 – 4891             |
| Iransk kalender      | 1167 – 1168             |
| Islamisk kalender    | 1203 – 1205             |

Konge i Danmark: Christian 7. 1766-1808
Se også 1789 (tal)

## Begivenheder

### Januar
- 7. januar – De første nationale valg i USA. George Washington vælges til præsident

### Februar
- 4. februar - i USA vælges George Washington til sin første præsidentperiode

### Marts
- 4. marts – USA's første kongres samles i Federal Hall og erklærer at den amerikanske forfatning træder i kraft. North Carolina ratificere dog først i november og Rhode Island som de sidste i maj året efter

### April
- 28. april – Mytteriet på Bounty
- 30. april – George Washington aflægger som den første præsident i USA præsidenteden til Robert R. Livingston

### Maj
- 5. maj - Ludvig 16. af Frankrig tvinges af økonomiske årsager til at indkalde stænderforsamlingen, hvilket bliver anledningen til den franske revolution

### Juni
- 14. juni - 19 overlevende fra mytteriet på Bounty, herunder kaptajn William Bligh, når land på Timor efter at have tilbragt 47 dage i en åben båd og tilbagelagt 6.710 km.
- 17. juni - den franske revolution indledes med at den franske tredjestand sprænger generalstændernes møde, og erklærer sig for Nationalforsamling
- 20. juni - Franske revolution: Tredjestandsmedlemmer af den franske stænderforsamling aflægger en højtidelig ed om ikke at skilles, før Frankrig har fået en forfatning

### Juli
- 12. juli - Ludvig 16. af Frankrig afskediger den populære finansminister Necker og baner derved vejen for den franske revolution
- 14. juli – Stormen på Bastillen, Paris, Frankrig

### August
- 4. august - ved et møde i den franske nationalforsamling vedtages at afskaffe alle adelsprivilegier. Herved kommer man et truende bondeoprør i forkøbet
- 26. august – Erklæringen om menneskets og borgerens rettigheder vedtages af den franske nationalforsamling
- 28. august – William Herschel opdager Saturn-månen Enceladus

### September
- 17. september – William Herschel opdager Saturn-månen Mimas.
- 25. september – forslag om 12 nye tilføjelser til USA's forfatning fremsættes i Kongressen, ti af dem ratificeres i 1791, hvilket skaber Bill of Rights
- 29. september - den amerikanske kongres træder for første gang sammen.

### Oktober
- 3. oktober - George Washington proklamerer afholdelse af den første Thanksgiving Day
- 5. oktober – Kvindemarchen til Versailles.
- 10. oktober – Joseph Ignace Guillotin foreslår den franske nationalforsamling, at indføre mere humane former for dødsstraf end f.eks. radbrækning, heriblandt brugen af guillotine

### November
- 21. november – North Carolina bliver optaget som USA's 12. stat.
- 26. november – Thanksgiving bliver en national helligdag i USA.

## Født
- 15. oktober – William Christopher Zeise, dansk kemiker (død 1847).
- 30. oktober – Louise Charlotte af Danmark, dansk prinsesse (død 1864).

## Dødsfald
- 23. januar – Frances Brooke, engelsk forfatter og dramatiker (født 1724).